# Federazione cestistica del Nicaragua
La Federazione cestistica del Nicaragua è l'ente che controlla e organizza la pallacanestro in Nicaragua.
La federazione controlla inoltre la nazionale di pallacanestro del Nicaragua e ha sede a Managua.
È affiliata alla FIBA dal 1959 e organizza il campionato di pallacanestro del Nicaragua.